# LinkedIn
LinkedIn (lɪŋktɪn) — соціальна мережа для пошуку і встановлення ділових контактів. У LinkedIn зареєстровано понад 850 мільйонів користувачів (на 2023 рік), що представляють 150 галузей бізнесу з 200 країн. Платформу здебільшого використовують для професійного спілкування та розвитку кар'єри, а також дозволяє шукачам роботи публікувати свої резюме, а роботодавцям — вакансії.
13 червня 2016, Microsoft анонсувала придбання LinkedIn за $26.2 мільярдів, завершення угоди очікується до кінця 2016.

## Історія
Соціальна мережа LinkedIn була заснована Рейдом Хоффманом у грудні 2002 року, запущена в травні 2003 року. Нинішній керівник компанії — Джефф Вейнер, раніше представник правління Yahoo! Inc. Штаб-квартира компанії знаходиться в Маунтін-В'ю, Каліфорнія, США. LinkedIn має також офіси в Омасі, Чикаго, Нью-Йорку і Лондоні. У червні 2008 року Sequoia Capital, Greylock Partners та інші компанії венчурного капіталу придбали 5 % акцій компанії за $53 млн, що дало оцінку компанії приблизно в $1 млрд.
19 травня 2011 р. Linkedln нарешті провела заплановане первинне розміщення акцій (IPO) на Нью-Йоркській фондовій біржі, в ході якого інвесторам було продано 7,84 мільйона акцій по $45 за штуку. Завдяки IPO компанії вдалось залучити $352,8 млн, що зробило це розміщення одним з найбільших в інтернет-секторі США (поступилось лише Google). В перший же день торгів акції LinkedIn мала шалений попит, і завдяки цьому ціна закриття зросла більш ніж вдвічі — до $94 (найвища зафіксована ціна — $122,7). Таким чином капіталізація LinkedIn склала $8,9 млрд.
У багатьох інвесторів є деякий скепсис щодо такої високої оцінки компанії, адже її ціна тепер становить 36 річних доходів ($243 млн). За цим показником вона зрівнялась з Facebook, капіталізація якого на позабіржовому ринку оцінюється в 30-40 річних доходів.
LinkedIn станом на березень 2011 року мала 102 млн користувачів.

## Блокування
У 2009 році, сирійські користувачі повідомили, що LinkedIn перестав працювати в Сирії. Служба підтримки клієнтів компанії заявила, що надані нею послуги підпадають під дію законів і правил США щодо контролю за експортом і реекспортом, і «Таким чином і відповідно до корпоративної політики ми не дозволяємо облікові записи учасників або доступ до нашого сайту з Куби, Ірану, Північної Кореї, Судану та Сирії».
У лютому 2011 року, Комуністична партія Китаю заблокувала LinkedIn на території Китаю, його заблокували після закликів до " Жасминової революції ". Після доби блокування, доступ до LinkedIn у Китаї було відновлено.
У лютому 2014 року LinkedIn запустив свою спрощену китайську мовну версію під назвою «领英» (піньїнь: Lǐngyīng), офіційно розширивши свої послуги в Китаї. Генеральний директор LinkedIn Джефф Вайнер визнав, що їм доведеться цензурувати частину вмісту, який користувачі публікують на вебсайті, щоб відповідати правилам Китаю. З осені 2017 року оголошення про роботу із західних країн для Китаю більше неможливі.
У серпні 2016 року Московський суд задовольнив позов Роскомнадзору до LinkedIn Corporation, що LinkedIn має бути заблокований у Росії за порушення закону про локалізацію даних, згідно з яким дані громадян Росії повинні зберігатися на серверах усередині країни. Як пояснював представник Роскомнадзору, федеральна служба вважала, що LinkedIn обробляла персональні дані третіх осіб без їх згоди.
У жовтні 2021 року після повідомлень про блокування в Китаї кількох академіків і журналістів, які отримували сповіщення щодо своїх профілів, Microsoft підтвердила, що LinkedIn закриють в Китаї та замінять на InJobs, ексклюзивним застосунком для Китаю, пославшись на труднощі в робочому оточенні та підвищенні відповідності вимогам.  У травні 2023 року LinkedIn оголосила, що припинить роботу програми до 9 серпня 2023 року.

## Користувачі
Близько половини користувачів LinkedIn є жителями США і приблизно 11 мільйонів зареєстровані в Європі. Великий прогрес спостерігається в Індії, в кінці 2009 року там було зареєстровано 3 мільйони користувачів.

## LinkedIn в Україні
На початку 2022 року в Україні зареєстровано 3,6 мільйона користувачів LinkedIn. Загалом зареєстровані українські компанії, які працюють на міжнародному ринку.
У липні 2022 року, LinkedIn став доступний українською мовою

## Функції
LinkedIn надає можливість зареєстрованим користувачам створювати й підтримувати список ділових контактів. Контакти можуть бути запрошені як з сайту, так і ззовні, проте LinkedIn вимагає попереднє знайомство з контактами. У випадку, коли користувач не має прямого зв'язку з контактом, він може бути представленим через інший контакт.
Користувачі LinkedIn можуть використовувати список контактів у різних цілях:
- Бути представленими через наявні контакти та розширювати зв'язки;
- Здійснювати пошук компаній, людей, груп за інтересами;
- Публікувати професійні резюме і здійснювати пошук роботи;
- Рекомендувати й бути рекомендованими;
- Публікувати вакансії;
- Створювати групи за інтересами.[17]

## Додаткові функції
LinkedIn також дозволяє публікувати інформацію про ділові поїздки, майбутні конференції, прочитані книги.